# Myrsine juergensenii
Myrsine juergensenii är en viveväxtart som först beskrevs av Carl Christian Mez, och fick sitt nu gällande namn av J.M. Ricketson och J.J. Pipoly. Myrsine juergensenii ingår i släktet Myrsine och familjen viveväxter. Inga underarter finns listade i Catalogue of Life.